# 세악
세악(細樂)은 한국의 전통 음악에서 비교적 음량이 적고 실내에 알맞은 음색의 악기로 2~4정도의 작은 편성을 말한다. 거문고·가야금·양금으로 현악만의 합주와 대금·피리(세피리)·해금의 관악만의 합주가 있다. 현과 관을 합하고 장구를 곁들이기도 한다. 세악으로는 〈영산회상〉·〈별곡(천년만세)〉·〈웃도드리〉 같은 음악이 연주된다. 관악기만의 세악에는 〈수용음〉·〈염불타령〉 같은 곡도 연주된다.